# متئو اولیورو (بازیکن فوتبال)
متئو اولیورو (انگلیسی: Matteo Olivero؛ زادهٔ ۲۹ ژوئیهٔ ۲۰۰۰) بازیکن فوتبال است.